# Josef von Sternberg
Josef von Sternberg (nacido como Jonas Sternberg, Viena, 29 de mayo de 1894-Hollywood, 22 de diciembre de 1969) fue un director estadounidense de origen austriaco. Fue además el descubridor, para el cine, de Marlene Dietrich, en la primera película sonora europea, El ángel azul, de 1930.

## Biografía
Pasó parte de su infancia entre su ciudad natal y Nueva York. Nacido de una familia austriaca y también judía, entró a los seis años en una escuela vienesa en la que era obligatoria la enseñanza de la religión: allí aprendió a leer y escribir en hebreo, pese a que no entendía nada de esa lengua.
Su padre, desheredado por casarse en contra de la familia, tuvo que emigrar en 1897, en solitario, debido a la pobreza en la que vivían los suyos, su mujer y tres hijos. Sternberg, el mayor de los hermanos, entró en un mundo de adultos pronto, y cuando tenía siete años todos fueron ya a los Estados Unidos. De inmediato, se puso a aprender inglés y la historia de América. Además, empezó a estudiar en una escuela pública neoyorkina en 1901, donde estuvo tres años.
Retornó a Viena en 1908, a los diez años, donde recuperó su lengua originaria y su ciudad natal, pero como a menudo vivía de la beneficencia volvió a emigrar a los catorce años. Solo regresó muchos años después, cuando la ciudad, tras la catástrofe nazi, trataba de olvidar «las bombas, las violaciones, el vandalismo y los bárbaros que la invadieron».
Inició la secundaria en la Long Island School de Nueva York, que siguió hasta 1909. Pero la situación familiar (eran cinco hermanos ya) no mejoró nada en la gran ciudad estadounidense, lo que obligó al pequeño Josef a abandonar los estudios y trabajar en algunos comercios de Manhattan: modistos, tiendas varias, almacenes de ropa y de complementos; estos conocimientos los usaría luego en sus filmes.
Las cosas cambiaron radicalmente para Josef cuando inició su carrera en Prospect Park (Brooklyn), limpiando y reparando rollos de películas. En 1911 era aprendiz de mantenimiento en sala de cine y auxiliar de proyección. Su habilidad e inteligencia, rápidamente reconocidas, le abrieron las puertas de la industria cinematográfica de modo que no le costó entrar como editor en la década de 1920.
Se formó por su cuenta, leyendo y viendo arte, sobre todo renacentista; era un lector cultivado y amante de las artes. Admiró a Erich von Stroheim y lo estudió. Fue amigo de Eisenstein en Europa y se carteó luego con él desde América (Eisenstein elogió su Marruecos); fue entusiasta de Max Reinhardt, al que conoció, hasta el punto de reconocer su influjo en la puesta en escena. Pero Sternberg sobre todo destaca como maestro suyo a Émile Chautard, quien le fue enseñando pacientemente todos los detalles de su futuro oficio; Chautard actuó luego para él en Marruecos y El expreso de Shangai.
Sternberg empezó a rodar en 1925. En 1928 inició su colaboración fructífera con el actor alemán Emil Jannings, con el que trabajó, no sin continuas desavenencias con el divo. Pronto, en 1930, sucedió además el encuentro decisivo, en Alemania, con la actriz que lanzó, Marlene Dietrich; no era desconocida, pues había estado en la escuela de interpretación de Max Reinhardt en 1921, y había aparecido ya como extra en un filme alemán de 1919, y se dice que en otros.
Sternberg rodó películas de éxito; pero desde 1935 se inició su declive; no rodó ya mucho más. Eso sí fue publicando desde 1952 su excelente autobiografía, que remató en los sesenta: Fun in a Chinesse Laundry. El extraño título corresponde al de una película que Thomas L. Edison hizo a principios de siglo XX.

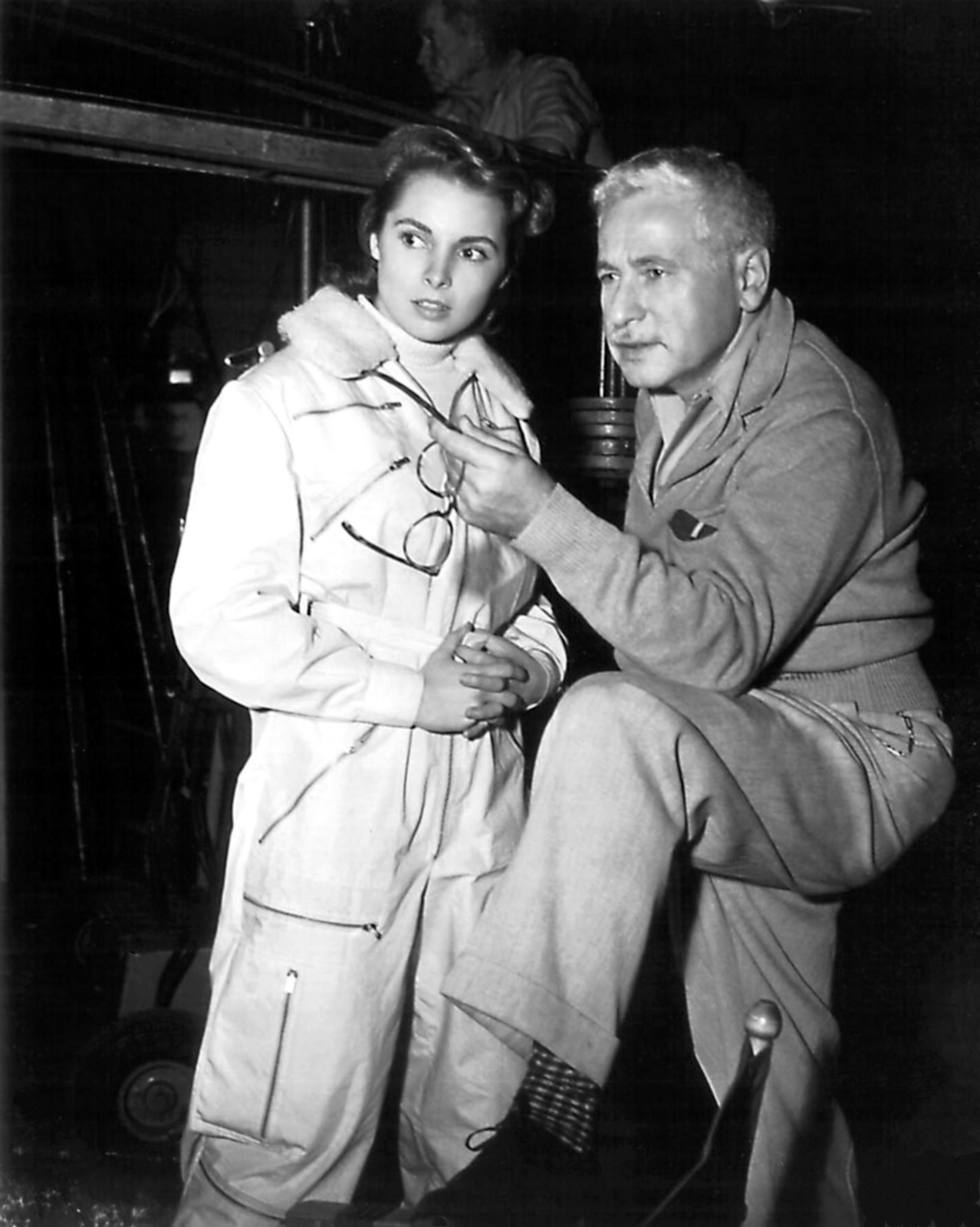
Von Sternberg junto a Janet Leigh en 1951.

Josef von Sternberg falleció en Los Ángeles el 23 de diciembre de 1969, pasando a la historia no solo por la magia especial de su obra, sino también por haber sido el descubridor de Marlene Dietrich. Sus restos se encuentran en el Cementerio Westwood Village Memorial Park de Los Ángeles, California. Sternberg tiene una estrella en el Paseo de la Fama de Hollywood situada en el 6401 de Hollywood Boulevard.

## Trayectoria
Su inicio como director se produjo con The Salvation Hunters (1925), que se convertiría en un fenómeno de crítica y de taquilla. Durante los años siguientes, trabajó de forma casi clandestina. De hecho, no figura ni en los créditos de La novia fingida (The masked bride) (1925) o Ello (It) (1927).
En 1926, Chaplin que había admirado su trabajo en The Salvation Hunters, lo contrató para escribir y dirigir la única película producida por su estudio en la que el divo no actuaba ni dirigía. El filme fue The Sea Gull, también conocido como ''Una mujer del mar (A Woman of the Sea); era un vehículo estelar para la amante de Chaplin, Edna Purviance. La película, que para muchos de los que lograron verla contenía algunas de las imágenes más hermosas jamás rodadas en Estados Unidos, fue considerada como poco comercial por Chaplin y por ende nunca estrenada. En 1933, la compañía quemó los negativos y en 1991, la viuda de Chaplin Oona O'Neill destruyó la última copia.
Al final, Sternberg haría en 1927 el filme La ley del hampa (Underworld), que se considera la primera película de gánsteres de la historia. Detrás de la pantalla, von Sternberg ganó la batalla con el guionista Ben Hecht por el control creativo de la película. Tuvo gran éxito, pese a las reticencias de sus contratantes y del propio Hecht.
Con La última orden (The Last Command) (1928), comenzó la relación fructífera entre Emil Jannings y von Sternberg, que hizo gozar al público con grandes títulos. Asimismo en 1928 hizo Los muelles de Nueva York, cuya protagonista femenina preludia a la futura Marlene. En 1929 rodó El mundo contra ella su primer film sonoro.
Pero sin duda, la vida de von Sternberg dio un giro a su carrera con la realización de El ángel azul (Der Blaue Engel) (1930), basada en la novela Profesor Unrat de Heinrich Mann. Escogiendo de nuevo a Jannings en el papel principal —y con deseo de rodar en Alemania una gran producción sonora—, von Sternberg organiza una selección de actores, que gana una chica formada en el teatro: se hace llamar Marlene (por Marie Madalene) Dietrich y se convertiría en la protagonista de la película (para lo cual trastocó su figura, que pasó a ser una más delgada y esbelta). La rodó en alemán e inglés, con dificultades para grabar el sonido, pero se distribuyó en lengua alemana. El personaje femenino tan fatal tiene resonancias de la Lulú de Wedekind y de Alban Berg, y que ya había aparecido exactamente en La caja de Pandora de Pabst.
Dietrich atrae al público por su carácter enigmático, y deja el paradigma de mujer voluble; pero se erige como una mujer oscura, convencida de sus ideales y de sus objetivos, un elemento nuevo para el público de la época. Con todo, Sternberg señaló que ya en otras películas aparecían personajes similares a ella (como en Los muelles de Nueva York), porque "Miss Dietrich soy yo... Yo soy Miss Dietrich". La película fue destruida por Hitler (pero se guardó una copia, cuenta el director).
El vínculo von Sternberg-Dietrich se crearía en una doble vertiente. Por un lado, el profesional, ya que realizarían siete películas juntos, una vez que logró que hablase bien en inglés (hablaba francés bien). Por otro, una relación fuera de la pantalla, ya que el director sería uno de los amantes que tendría Marlene Dietrich. Y las películas fruto de esa relación entraron entre las más vistas de la época. Así sucede con su segunda colaboración, rodada en California, Marruecos (Morocco, 1930), que era una película de Marlene muy abstracta; pero de hecho, "como todas las mías lo son", según resaltó Sternberg. La tercera realizada con ella, fue Fatalidad, de alta calidad.
Luego, Sternberg hizo Una tragedia humana, 1931, basada en Una tragedia americana de Theodore Dreiser, sin la actriz alemana esta vez. El novelista americano se mostró disconforme con esa versión al cine de 1931, lanzada por Paramount, tras las adaptaciones teatrales, que luego tuvo otras realizaciones cinematográficas
Pero enseguida hizo su cuarto film con Marlene, El expreso de Shangai (1932), que se basaba en el famoso cuento de Maupassant, "Bola de sebo", que usó John Ford. La rodó en los estudios de la Paramount y los exteriores en la estación ferroviaria de Santa Fe y Chatsworth.
De inmediato llevó a cabo la quinta colaboración con ella en La Venus rubia (Blonde Venus, 1932), película basada en un relato de Sternberg algo rápido pero finalmente eficaz. En su sexto film con ella, Capricho imperial (The Scarlet Empress, 1934), se remite a la historia rusa, y está muy cuidada. Estas películas pueden ser consideradas las mejores de su filmografía, gracias, sin duda, entre grandes aciertos técnicos y de guion, a la aparición de esa actriz. La tendencia a la estilización del relato por parte de Sternberg fue una de sus señas de identidad, aumentada por los cambios más o menos exóticos de ubicación de sus historias.
A partir de 1935, la filmografía de von Sternberg entrará en picado. La apuesta de primar la estética visual al propio guion hace que el público no entendiese su último proyecto con Marlene, El Diablo era mujer (The Devil Is a Woman) (1935), que fue controlada económicamente por Ernst Lubitsch, por entonces jefe de producción de Paramount Pictures. El fracaso de la película, unido a su prohibición, dadas las protestas del por entonces gobierno conservador español, hizo que nunca volviera a tener un control absoluto en el proceso de realización. Pero es un film curioso y revelador, con guion de John Dos Passos.
Todavía, en 1935, hizo Crimen y castigo, como encargo de llevar al cine la obra homónima de Fiódor Dostoyevski, sin poder él elegir a sus actores. Desde entonces, Sternberg fue espaciando cada vez más sus proyectos. De todas maneras, el genio austriaco aún fue capaz de realizar grandes trabajos, como es el caso de El embrujo de Shangai (The Shanghai gesture), en 1941.
En 1951 concluyó Jet Pilot, que Howard Hughes retuvo sin estrenar hasta 1957, y, en 1952, inició Macao, que sería finalizada por Nicholas Ray. En 1953 dirigió otra obra notable: Anathan, rodada en Japón (pensaba que tendría mayor libertad), sobre un grupo de marineros que logran sobrevivir en una isla selvática, e ignoraban que su país había perdido la guerra ocho años atrás. Sería su última película.

## Filmografía
Como director:
- 1925 - Cazadores de almas
- 1925 - La novia fingida (The masked bride) de Christy Cabanne (no figura en los créditos)
- 1926 - Una mujer del mar
- 1926 - La elegante pecadora
- 1927 - Ello (It) de Clarence G. Badger (no figura en los créditos)
- 1927 - La ley del hampa (Underworld)
- 1928 - Los muelles de Nueva York (The Docks of New York)
- 1928 - La última orden (The Last Command)
- 1928 - La redada (The dragnet)
- 1929 - El mundo contra ella (Thunderbolt), film sonoro.
- 1930 - El ángel azul (Der Blaue Engel)
- 1930 - Marruecos (Morocco)
- 1931 - Fatalidad (Dishonored)
- 1931 - Una tragedia humana (An american tragedy)
- 1932 - El expreso de Shanghai (Shanghai Express)
- 1932 - La Venus rubia (Blonde Venus)
- 1934 - Capricho imperial (The Scarlet Empress)
- 1935 - El Diablo era mujer (The Devil Is a Woman)
- 1935 - Crimen y castigo (Crime and Punishment)
- 1936 - La princesa encantadora (The king steps out)
- 1941 - El embrujo de Shangai (The Shanghai gesture)
- 1952 - Una aventura en Macao (Macao)
- 1953 - Anatahan
- 1957 - Amor a reacción (Jet Pilot)

## Premios y distinciones
Premios Óscar
| Año  | Categoría                  | Película               | Resultado |
| ---- | -------------------------- | ---------------------- | --------- |
| 1931 | Óscar a la mejor dirección | Morocco                | Nominado  |
| 1932 | Óscar a la mejor dirección | El expreso de Shanghai | Nominado  |
| 1933 | Mejor a la mejor dirección | El expreso de Shanghai | Nominado  |

Festival Internacional de Cine de Venecia
| Año  | Categoría                                 | Película               | Resultado |
| ---- | ----------------------------------------- | ---------------------- | --------- |
| 1935 | Copa de la Biennale a la mejor fotografía | El diablo es una mujer | Ganador   |